# التهاب التأمور اليوريمي
الْتِهابُ التَّأْمورِ اليُوريميِّ (بالإنجليزية:Uremic pericarditis) هو أحد أنواع التهاب التأمور. ويسبب التهاب التأمور الفبريني. السبب الرئيسي للمرض غير مفهوم جيداً.

## العلامات والأعراض
التهاب التأمور الفبريني هو التهاب نضحيٌ. يتم اختراق التأمور بالنضح الفبريني، الذي يتكون من خيوط الفايبرين وكريات الدم البيضاء. يكون الفايبرين شبكة غير منتظمة وردية اللون وتوجد الكريات البيض (وخاصةً العدلات أوالخلايا الحبيبية المتعادلة) داخل رواسب الفيبرين وداخل القلب. يوحد أيضاً احتقان دموي. لا تخترق الخلايا الالتهابية عضلة القلب (كما هو الحال في الأنواع الأخرى من التهاب التأمور)، ونتيجة لذلك، لا يسبب هذا النوع تحديداً ارتفاع في قطعة ST في تخطيط كهربائية القلب( حيث تعتبر تلك علامة كلاسيكية في التهاب التأمور وتعرف بالمرحلة I في تغييرات تخطيط كهربائية القلب والتي ترى في الأنواع الأخرى).

## الباثولوجيا
أثناء الفحص بالعين المجردة، يشار إلى المرض على أنه مظهر الخبز والزبدة.
ويرتبط التهاب التامور اليوريمي بدرجة الآزوتيميا أو تنترج الدم في الجسم. ولكن الآلية المرضية ليست مفهومة جيداً إلى الآن.

## العلاج
يعالج التهاب التأمور أحياناً بواسطة الغسيل الكلوي.